# Alexis Carrel
Alexis Carrel (ur. 28 czerwca 1873 w Sainte-Foy-lès-Lyon, zm. 5 listopada 1944 w Paryżu) – francuski chirurg, filozof i moralista, laureat nagrody Nobla w dziedzinie fizjologii lub medycyny w 1912.

## Życiorys
Urodził się, kształcił i studiował w Lyonie, na południu Francji. Dyplom lekarza uzyskał w 1900 i podjął pracę jako chirurg; początkowo w samym Lyonie, a potem także w Stanach Zjednoczonych, na Uniwersytecie Chicagowskim i w Instytucie Rockefellera. Wynalazł nowe metody i techniki szwów w chirurgii naczyniowej; był pionierem transplantologii i torakochirurgii. Został przyjęty w poczet licznych prestiżowych towarzystw naukowych, otrzymał też tytuły doktora honoris causa licznych uniwersytetów, m.in.:Uniwersytetu Królowej w Belfaście, Uniwersytetu Princeton, Uniwersytetu Kalifornijskiego, Uniwersytetu Nowojorskiego, Uniwersytetu Browna i Uniwersytetu Columbia.
W czasie I wojny światowej Carrel służył w armii francuskiej. Wraz z chemikiem Henrym Dakinem opracował antyseptyk Carrel-Dakin na głębokie rany. Wracając po wojnie do Instytutu Rockefellera, Carrel zwrócił uwagę na metody utrzymywania tkanek i narządów przy życiu poza ciałem. Przez wiele lat utrzymywał tkankę serca zarodków kurzych na sztucznych roztworach odżywczych, a wraz z lotnikiem Charlesem Lindberghem opracował tak zwane sztuczne serce, które mogło pompować płyny fizjologiczne przez duże narządy, takie jak serce czy nerki.
Wkład Alexisa Carrela w rozwój medycyny i biologii polegał na pracach nad transplantacją narządów i hodowlami tkankowymi. Wypracowanie technik szwu chirurgicznego naczyń krwionośnych pozwoliło na postęp w przeszczepianiu narządów. Opracował metody przechowywania pobranych tkanek, np. odcinków żył i tętnic, co umożliwiło szybszy rozwój angiochirurgii. Badania Carrela nad kulturami tkankowymi wniosły także znaczący wkład w zrozumienie biologii wirusów i przyczyniły się do postępu w produkcji szczepionek.
Carrel był gorącym zwolennikiem eugeniki. W swojej książce L’Homme, cet inconnu, opublikowanej w 1935, nawoływał do rozpoczęcia programu udoskonalania społeczeństwa naukowo opracowanymi metodami. Cytat: „Komórka jest nieśmiertelna! To tylko płyn, w którego otoczeniu żyje, ją degeneruje! Odnawiając ten płyn systematycznie oraz dając komórce pożywienie, którego wymaga, może ona praktycznie żyć wiecznie!” Jednym z najważniejszych środków do tego celu miała być według niego eutanazja, szeroko rozumiana jako eliminacja osobników kryminalnych i szkodliwych dla społeczeństwa.
Carrel przez wiele lat był agnostykiem. Pod wpływem cudownych uzdrowień w Lourdes, których był świadkiem, w 1942 porzucił poglądy agnostyczne i ogłosił publicznie, że wierzy w Boga, w nieśmiertelność duszy i akceptuje nauczanie Kościoła katolickiego.